# ناحية الحراك
ناحية الحراك إحدى نواحي سوريا تتبع إداريّاً لمحافظة درعا منطقة إزرع ومركزها مدينة الحراك، بلغ تعداد سكان الناحية 40,979 نسمة حسب التعداد السكاني لعام 2004.

## بلدات وقرى ناحية الحراك
المليحة الشرقية، الحراك، ناحتة، رخم، الصورة، المليحة الغربية.